# HARI
HARI（はり、1982年12月25日 - ）は、日本の女性プロレスラー、総合格闘家。本名及び旧リングネームは張替 美佳（はりがい みか）。千葉県出身。

## 来歴
全日本女子プロレスの「平成10年組」としてデビューしたが、第3回ジュニア・オールスター戦を最後に退団。
その後、総合格闘技に転向。2000年12月のReMixでデビュー。
第2戦では全女時代の先輩に当たる元気美佐恵と対戦。
2001年10月31日、AXにておなじく全女の先輩加藤悦子相手に総合初勝利。
総合と並行してボクシングにも参戦。ライカと2度対戦もともにTKO負け。
2003年8月6日のスマックガールよりリングネームを「HARI」とする。
女子総合格闘技黎明期から活動を続けており、戦績は芳しくないものの、長く活躍している
大ベテランである。

## 戦績
| 総合格闘技 戦績 | 総合格闘技 戦績 | 総合格闘技 戦績 | 総合格闘技 戦績 | 総合格闘技 戦績 | 総合格闘技 戦績 | 総合格闘技 戦績 |
| --------------- | --------------- | --------------- | --------------- | --------------- | --------------- | --------------- |
| 31 試合         | (T)KO           | 一本            | 判定            | その他          | 引き分け        | 無効試合        |
| 6 勝            |                 |                 | 0               | 0               | 1               | 0               |
| 24 敗           |                 |                 |                 | 1               | 1               | 0               |

| 勝敗 | 対戦相手           | 試合結果                   | 大会名                            | 開催年月日     |
| ×    | 中井りん           | 1R 2:09 V1アームロック     | 戦極 Soul of Fight                | 2010年12月30日 |
| ×    | 元気美佐恵         | 5分3R終了 判定0-3          | Smack Girl 〜Episode 0〜          | 2000年12月17日 |
| ×    | マルース・クーネン | 1R 0:33 スリーパーホールド | ReMix WORLD CUP 2000 【準々決勝】 | 2000年12月5日  |

### ボクシング
| 勝敗 | 対戦相手 | 試合結果 | 大会名 | 開催年月日    |
| ×    | ライカ   | 3R TKO   |        | 2002年6月9日  |
| ×    | ライカ   | 3R TKO   |        | 2001年7月20日 |